# Bisó europeu
El bisó europeu (Bison bonasus) és el mamífer més gros d'Europa, una especie del clade d'artiodàctils de la família Bovidae.
El bisó europeu es va descriure científicament per primera vegada per Carl Linnaeus el 1758, descrit com a Bos bonasus, i actualment hi ha autors que encara el denominen així.

## Descripció
Normalment fan uns 2,9 m de longitud i entre 1,82 i 2 m d'alçada i pesen entre 300 i 920 kg. Són més petits que el seu parent americà (B. bison) i tenen un pèl més curt sobre el coll, cap i potes davanteres, però més llarg a la cua i a les banyes. La seva silueta és massissa, amb els quarters davanters molt desenvolupats, el cap ample i gros i la creu marcada.
El color del pelatge és marró fosc, llarg, i particularment desenvolupat al cap, espatlles i coll. Els vedells solen tenir el pelatge més clar que el dels exemplars adults. També estan proveïts d'una petita "barba" a la gola, i la cua està recoberta de pèls llargs. La part inferior de les potes tenen pelatge curt, al contrari que al bisó americà. Ambdós sexes posseeixen banyes, les quals són curtes, gruixudes, i orientades cap amunt, i la longitud màxima registrada és de 50,8 cm.
Preferentment viuen als boscos. S'alimenten principalment d'herba, fulles i escorces. A causa de llur mida colossal tenen pocs depredadors en l'edat adulta, tan sols els llops, els ossos i els humans. A diferència dels bisons americans, no solen fer grans migracions, es tracta d'una espècie sedentària. Aquesta espècie de bisó és avui dia amenaçada. En el passat eren àmpliament exterminats per a produir pells i recipients per a beure de les banyes, especialment durant l'edat mitjana.
Els bisons europeus van ser caçats en estat silvestre fins a la seva extinció durant el segle xx, amb els últims animals salvatges de la subespècie B. b. bonasus caçats al bosc de Bialowieza (a la frontera entre Polònia i Belarús) el 1921, i l'últim exemplar de B. b. caucas al nord-oest del Caucas el 1927. B. b. hungarorum va ser caçat fins a la seva extinció a mitjans de la dècada de 1800. El bisó europeu de Białowieża es va mantenir viu en captivitat, i des de llavors ha estat reintroduït en diversos països d'Europa. Ara habiten als boscos. L'espècie ha tingut recentment pocs depredadors a més dels humans, amb només escasses notícies des del segle xix de la depredació del llop i de l'os. Algunes descripcions posteriors tracten el bisó europeu com la mateixa espècie que el bisó americà. No s'ha de confondre amb l'ur, l'avantpassat extint de bestiar domèstic.

## Subespècies
- Bison bonasus bonasus
- Bison bonasus caucasicus
- Bison bonasus hungarorum[8]

## Galeria d'imatges

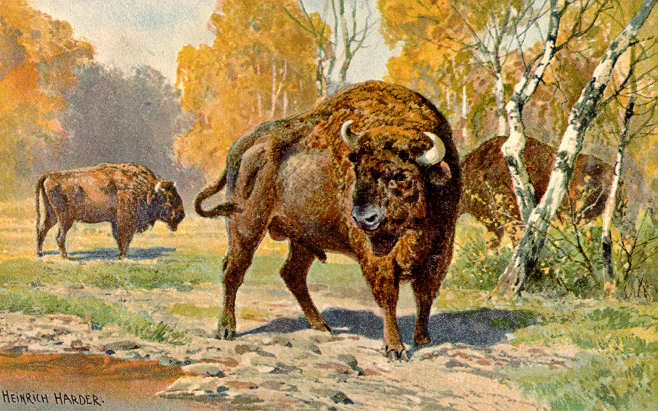
Bisó europeu
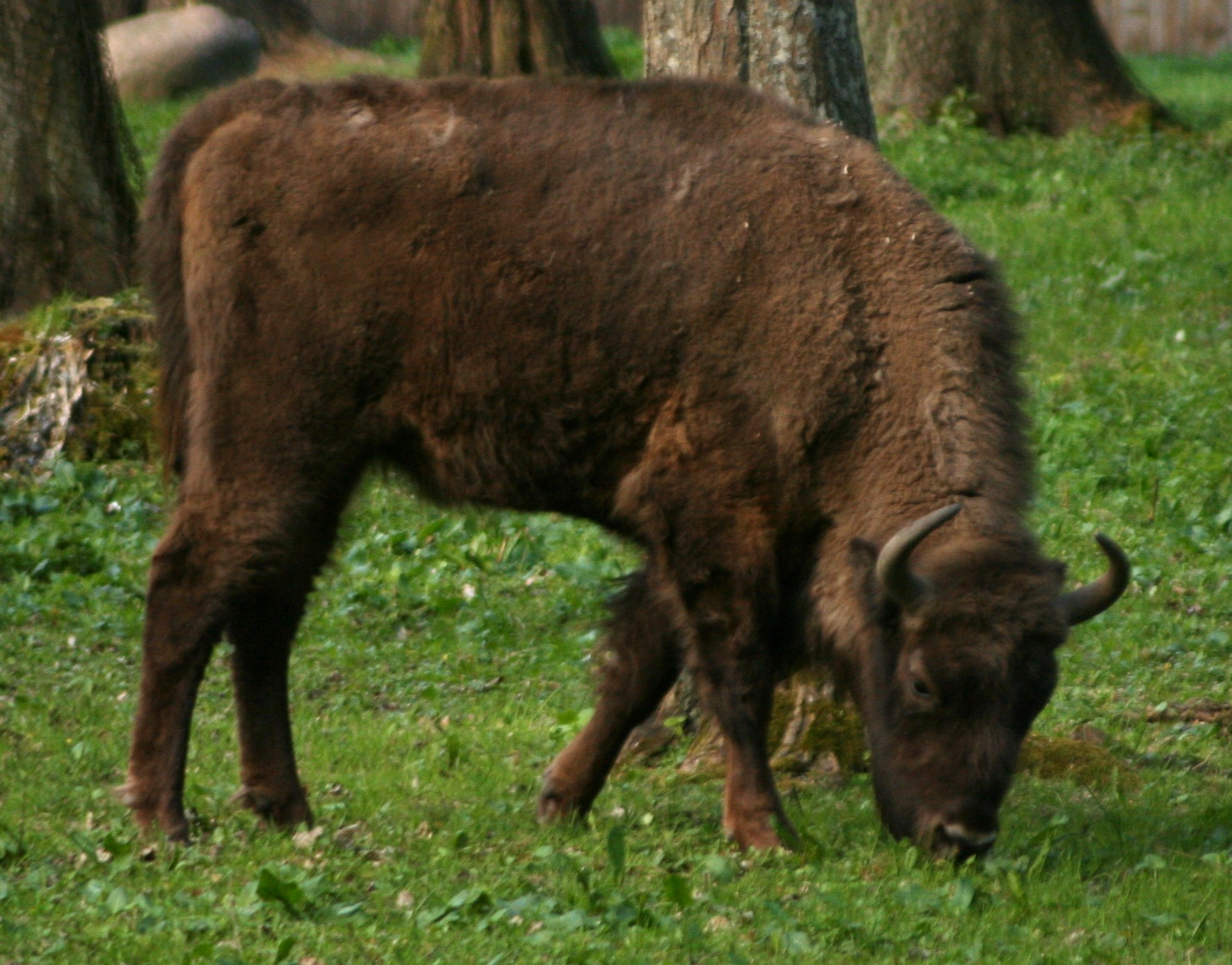
Bisó europeu
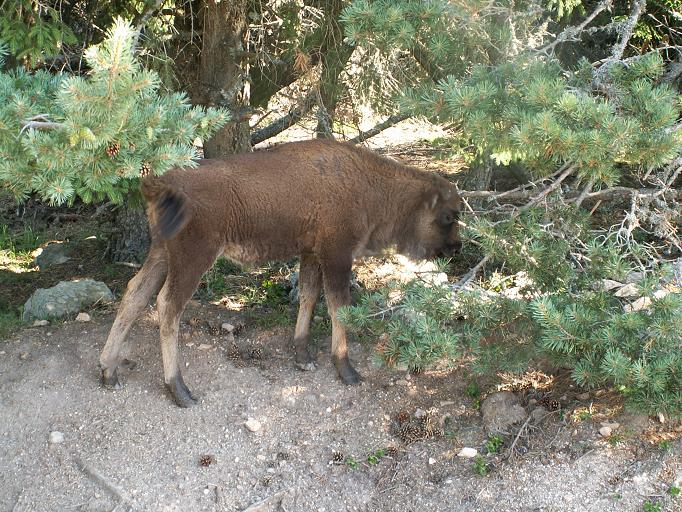
Vedell
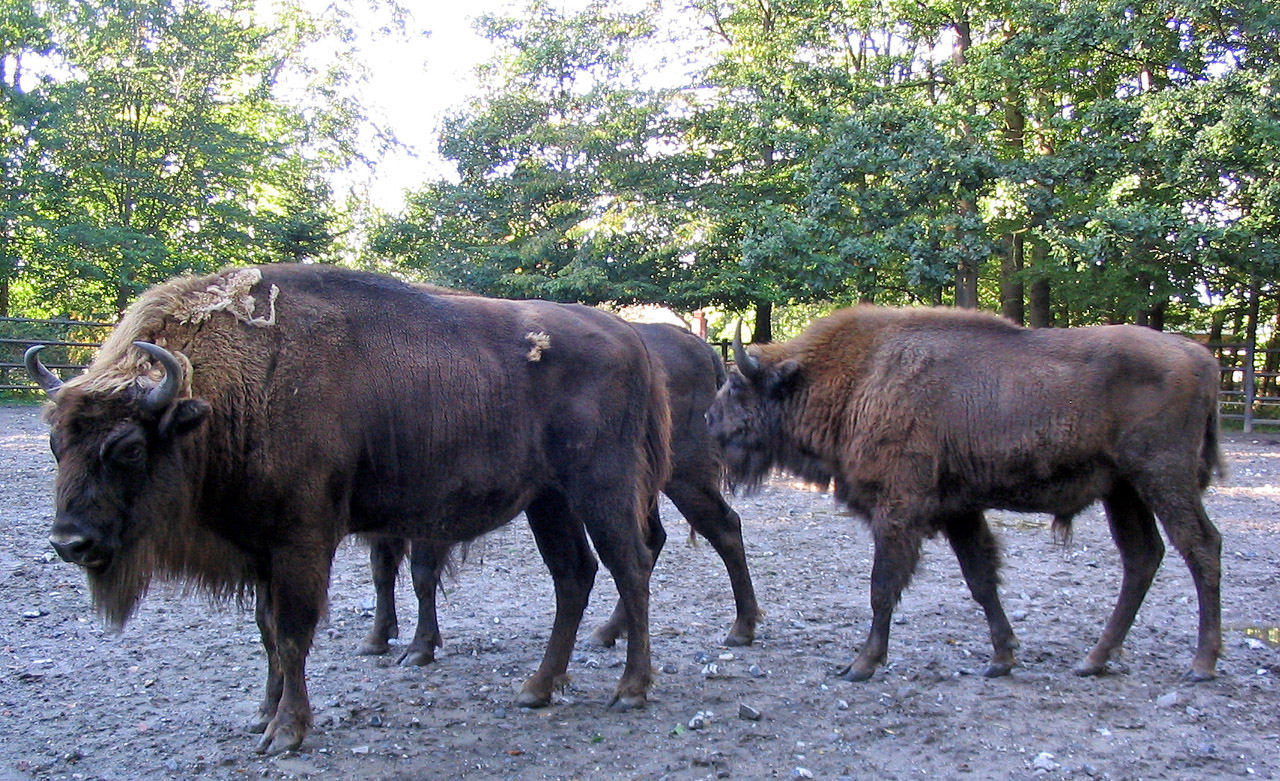
Ramat fotografiat a Alemanya
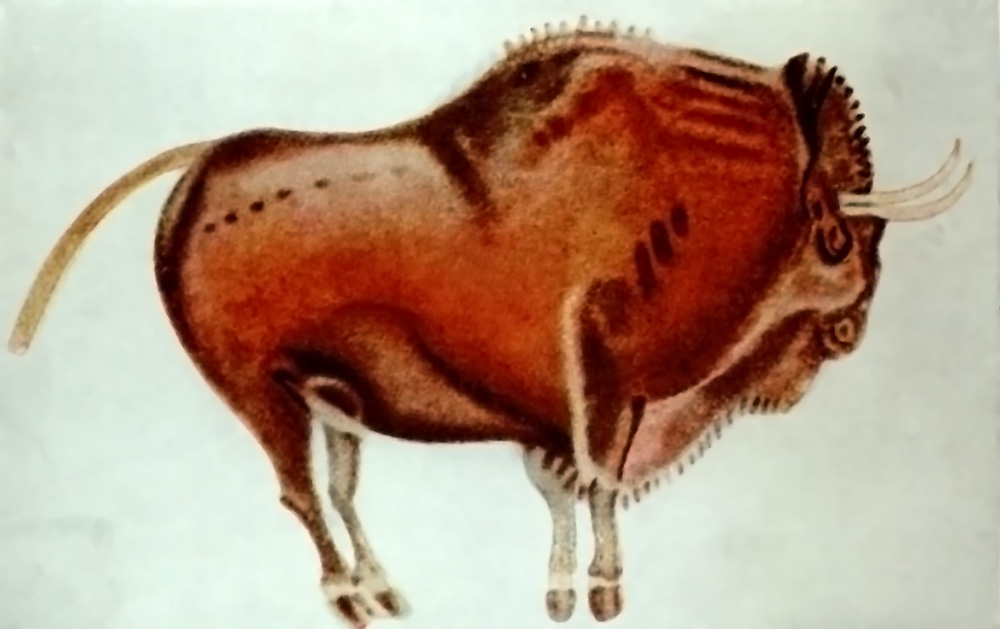
Imatge d'un bisó europeu a la Cova d'Altamira (Cantàbria, Espanya)
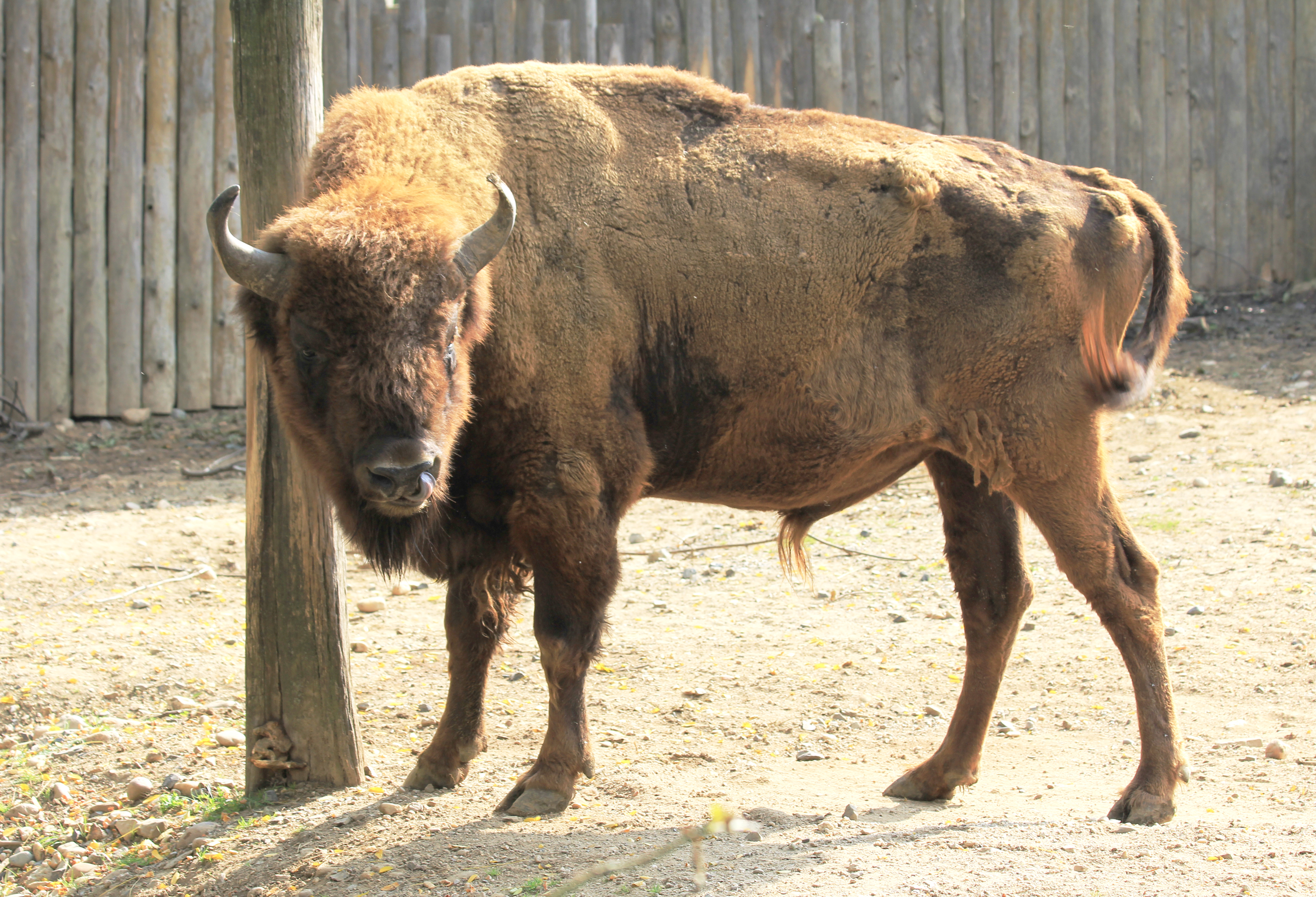
Bisó europeu al zoo de Praga (República Txeca)